# جان وان
جان وان (انگلیسی: John Vaughan؛ ۳۱ ژوئیه ۱۸۷۱ – ۲۱ ژانویه ۱۹۵۶) فرد نظامی اهل ولز بود. وی برندهٔ جوایزی همچون نشان حمام شده‌است.
او افسر سواره‌نظام در هفتمین هنگ سواره‌نظام (تحت فرمان ملکه) و دهمین هنگ سواره‌نظام سلطنتی (تحت فرمان شاهزاده ولز) ارتش بریتانیا بود.
او در چندین درگیری در قاره آفریقا جنگید. در طول جنگ جهانی اول، او فرماندهی تیپ سوم سواره‌نظام و سپس لشکر سوم سواره‌نظام را بر عهده داشت که برای آن نشان حمام و نشان خدمات ممتاز را دریافت کرد، که اولین نشان آن را در آفریقای جنوبی دریافت کرده بود.
پس از جنگ، او رئیس ولزی لژیون بریتانیا، معاون ستوان مریونت‌شایر و قاضی صلح شد. در طول جنگ جهانی دوم، او به عنوان فرمانده منطقه‌ای در گارد داخلی به ارتش بازگشت.